# Appenzeller (sajt)

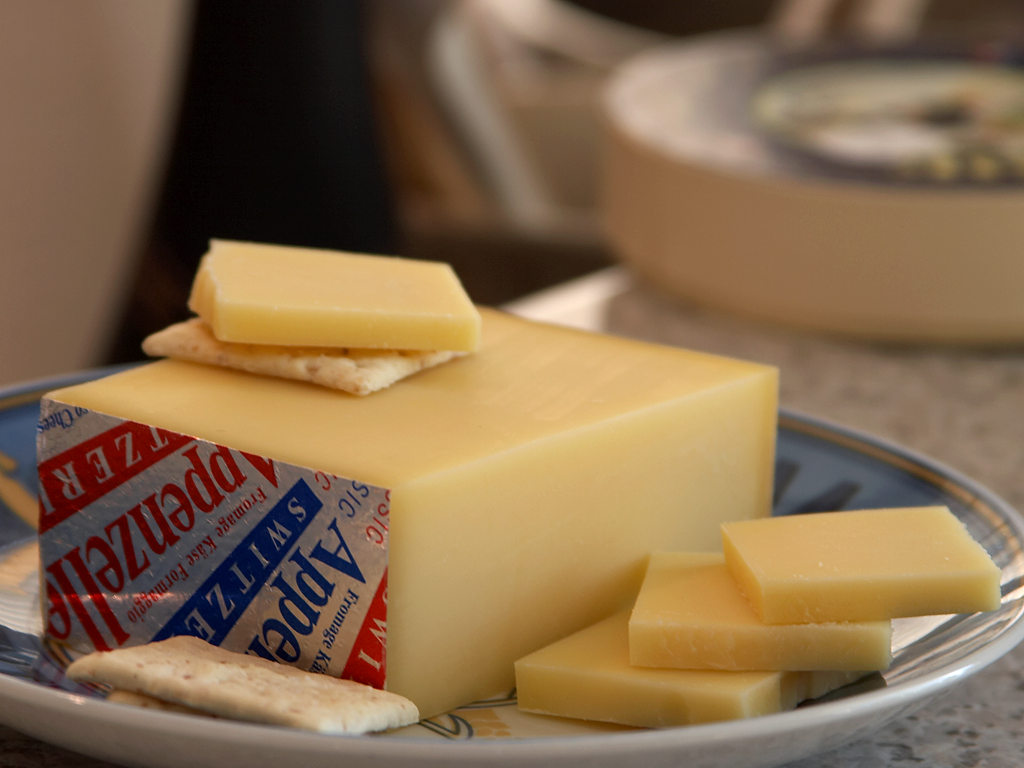
Appenzeller® Classic

Az Appenzeller egy svájci félkemény sajt. A Säntis nevű hegy körüli vidék szolgáltatja a természetes nyers tejet, amelyből az Appenzeller sajt készül. Napjainkban az Appenzeller Käse GmbH és további 70 sajtüzem Appenzell, Thurgau és St.Gallen kantonban állítja elő (az éves előállított mennyiség 8622 tonna).

## Nevének eredete
Nevét a kelet-svájci Appenzell kantonról kapta. Több, mint 700 éve ismerik ezt a sajtfélét. A középkorban a Sankt Galleni szerzetesek tizedként kapták az appenzelli termelőktől. Egy ebből az időből származó hivatalos okmány említi először a sajtot (1282).

## Védjegyek
- Az Appenzeller nem fajtanév, hanem védjegyezett név (mivel Svájc az eredetmegjelölésnek alkalmas megjelölések oltalmát ebben a formában biztosítja). Magyarországon és számos országban védjegyoltalom alatt állnak az APPENZELLER megjelölést tartalmazó védjegyek.
  - APPENZELLER szóvédjegy 
    - 756252 nemzetközi lajstromszámon, illetve  002104941 lajstromszámon közösségi védjegyként a  Sortenorganisation Appenzeller Käse GmbH javára,
    - APPENZELLER ábrás védjegyként 522443 nemzetközi lajstromszámon Appenzell kanton javára.

## Készítése
A tej, amiből a sajt készül 100% természetes tej: a tejet szolgáltató teheneket természetes körülmények között legeltetik, kizárólag szénával etetik, sohasem silótakarmánnyal. A tejet, a teheneket és az istállókat rendszeresen minőségi ellenőrzés alá vonják. A tejet az átvétel után még egyszer ellenőrzik és megmérik (naponta kb. 16.000 liter). 
Először 10 °C alá hűtik, majd nagy tároló tankokba folyatják. A centrifugában a nyers tej egy részét zsírtalanítják (elvonják a tejszínt), mivel az appenzeller sajt zsírtartalma pontosan meg van határozva. A sovány tej és a zsíros tej együtt folyik a 6000 literesnél semmiképp sem nagyobb űrtartalmú tartályokba, ahol állandó keverés közben a tejet 31 °C-ra melegítik, majd hozzáadják az oltóanyagot és a tejsavbaktériumokat (természetes erjesztő anyagok).  
A tej 30-34 perc múlva elkezd kocsonyásodni, besűrűsödik, és az így keletkezett tejalvadékot egy „sajt-hárfával” feldarabolják. Amikor az alvadék kukoricaszem méretűvé válik, a tejsavó elválik, és az alvadékot addig melegítik állandó keverés közben, amíg el nem éri a megfelelő keménységet.
A sajtot formába öntik és kipréselik a még benne lévő tejsavót. A préselési folyamat közben  mindegyik sajtkorong kap egy „sajt-kísérőlevelet”; ez a minőségi pecsét tartalmazza a sajtüzem számát, gyártási garanciát, az előállítás dátumát és a sajtkorong sorszámát.
Elkezdődik a kéreg képződése, a sajtkorongokat sós lébe mártják, ami az alapja az ízképződésnek és tartósságnak, illetve eltarthatóságnak. A sajtokat 14-15 °C-os hőmérsékletű és 90%-os páratartalmú helyiségekben több hónapig érlelik, közben rendszeresen forgatják és a szélét bekenik egyfajta fűszeres kocsonyával, amelynek összetétele szigorúan titkos. Ez a pác adja a sajt aromáját.
Egy sajtkorong súlya kb. 6.2–8 kg, átmérője 30–33 cm, magassága 7–9 cm. Széle sárgás- barnás színű. Elefántcsontszínű belsejében csak kevés lyuk van, azok is egyenletesen eloszlódnak. A sajt állaga puha, selymes. Íze intenzív, fűszeres, hosszabb tárolás után pikánssá válik.

## Változatai
A sajtok elsősorban az érettség szintjében különböznek: hosszabb érlelés fűszeresebb ízt eredményez.
| sajtfajta                  | érlelési idő | csomagolás      | megjegyzés                             |
| -------------------------- | ------------ | --------------- | -------------------------------------- |
| Appenzeller® CLASSIC       | 3 hónap      | ezüst-kék-piros | kevésbé fűszeres                       |
| Appenzeller® SURCHOIX      | 4-5 hónap    | aranyszínű      | fűszeresebb, zsírtartalma 48%          |
| Appenzeller® EXTRA         | 6 hónap      | arany-fekete    | intenzív fűszeres íz                   |
| Appenzeller® Bio           | 3 hónap      | Bio-Milch-címke | ízben nem különbözik, biotejből készül |
| Appenzeller® 1/4 Fett Mild | 3-4 hónap    | ezüst-zöld      | 30%-kal kevesebb kalóriát tartalmaz    |
| Appenzeller® 1/4 Fett räss | 6-8 hónap    | ezüst-barna     | erősen fűszeres ízű                    |

## Felhasználása
Hideg és meleg konyhában is sokoldalúan felhasználható. A lágyabb, kevésbé fűszeres fajták alkalmasak fondue vagy raclette készítéséhez, a fűszeresebbek salátákhoz, felfújtakhoz stb. A sajt mindenképpen jellegzetes ízt ad az ételnek.